# Олсбрикен
Олсбрикен (њем. Olsbrücken) општина је у њемачкој савезној држави Рајна-Палатинат. Једно је од 50 општинских средишта округа Кајзерслаутерн. Према процјени из 2010. у општини је живјело 1.152 становника. Посједује регионалну шифру (AGS) 7335033.

## Географски и демографски подаци
Олсбрикен се налази у савезној држави Рајна-Палатинат у округу Кајзерслаутерн. Општина се налази на надморској висини од 209 метара. Површина општине износи 7,2 km². У самом мјесту је, према процјени из 2010. године, живјело 1.152 становника. Просјечна густина становништва износи 160 становника/km².